# Refus global
Refus global est un manifeste artistique, collectif et pluridisciplinaire, publié le 9 août 1948 à Montréal par les Automatistes aux Éditions Mithra-Mythe. « Refus global », le texte éponyme du recueil, rédigé par Paul-Émile Borduas, est considéré comme un texte phare de la modernité culturelle au Québec.
Sa parution est destinée à mobiliser les milieux artistiques et intellectuels canadiens français de Montréal contre les valeurs traditionnelles, considérées par l'auteur et les contributeurs y ayant participé, comme trop prégnantes.

## Le manifeste
Le recueil, publié en 400 exemplaires, contient, en plus du texte éponyme, huit autres textes et des photographies d'oeuvres et d'expositions du groupe automatiste par Maurice Perron.
| Couverture: texte de Claude Gauvreau, dessin de Jean-Paul Riopelle |                                      |
| 1. Paul-Émile Borduas                                              | Refus global                         |
| 2. Paul-Émile Borduas                                              | En regard du surréalisme actuel      |
| 3. Paul-Émile Borduas                                              | Commentaires sur des mots courants   |
| 4. Claude Gauvreau                                                 | Au cœur des quenouilles              |
| 5. Claude Gauvreau                                                 | Bien-être                            |
| 6. Claude Gauvreau                                                 | L'ombre sur le cerceau               |
| 7. Bruno Cormier                                                   | L'œuvre picturale est une expérience |
| 8. Françoise Sullivan                                              | La danse et l'espoir                 |
| 9. Fernand Leduc                                                   | Qu'on le veuille ou non...           |

### Les signataires
Le texte éponyme, rédigé par Borduas, est contresigné par 15 artistes dont 8 hommes et 7 femmes, proportion hors du commun à cette époque,. Les cosignataires sont :
| - Madeleine Arbour, designer - Marcel Barbeau, peintre et sculpteur - Bruno Cormier, psychiatre - Marcelle Ferron[-Hamelin], peintre - Claude Gauvreau, poète et dramaturge - Pierre Gauvreau, peintre et auteur de téléromans - Muriel Guilbault, actrice | - Fernand Leduc, peintre - Jean-Paul Mousseau, peintre - Maurice Perron, photographe - Louise Renaud, éclairagiste - Thérèse Renaud-Leduc, poète - Jean-Paul Riopelle, peintre, graveur et sculpteur - Françoise Riopelle, danseuse et chorégraphe - Françoise Sullivan, danseuse, chorégraphe, artiste visuelle (peinture, sculpture, gravure, photographie, performance et installation) |

## Genèse et parution
Le groupe des Automatistes, composé de jeunes peintres et intellectuels, se réunit à partir des années 1940 à l'atelier de Borduas qui est professeur à l'École du meuble de Montréal. Ils échangent des idées sur les arts, la philosophie et la société. Dès 1942, Borduas expose des toiles abstraites qui bouleversent les conventions artistiques de l'époque et le groupe est amené à défendre et à diffuser l'art moderne - qu'on qualifie alors d'art « vivant » - au Québec. L'idée d'un manifeste vient de Fernand Leduc et de Jean-Paul Riopelle qui, en 1946 et 1947, sont à Paris et fréquentent André Breton et les surréalistes français. Riopelle y signe d'ailleurs le manifeste surréaliste Rupture inaugurale. À la fin de 1947, Borduas amorce la rédaction de son texte qui est soumis au groupe pour relecture et ajustements. Dans le processus, Borduas suggère de joindre au texte éponyme d'autres productions du groupe afin d'« étoffer l'acte collectif ».
Le recueil est lancé le 9 août 1948 à la librairie Tranquille, sur la rue Sainte-Catherine Ouest à Montréal. Pour l'occasion, les Automatistes ont décoré la vitrine de la librairie et envoyé un communiqué aux journaux intitulé « Bombe automatiste chez Tranquille », présageant ainsi les retentissements de leur manifeste.

## Propos et idéologie
À la fin des années 1940, l’automatisme au Québec commence à s’imposer sous l'influence des écrits sur l'inconscient de Freud, mais également du renouveau catholique inspiré du personnalisme chrétien,. Borduas, pour sa part, ne s'associe à aucun parti. Il est plutôt considéré comme un anarchiste et Refus global comme un constat de la décrépitude de la civilisation chrétienne,.
Dans le contexte du duplessisme, le texte éponyme « Refus global » remet en question les valeurs traditionnelles de la société québécoise comme le dogme catholique et l'attachement aux valeurs ancestrales, rejette son immobilisme et cherche à établir une nouvelle idéologie d'ouverture à la pensée universelle.
Dans la prose de Borduas, on peut lire une description sans complaisance de la société québécoise de son époque :

« Un petit peuple serré de près aux soutanes restées les seules dépositaires de la foi, du savoir, de la vérité et de la richesse nationale. Tenu à l'écart de l'évolution universelle de la pensée pleine de risques et de dangers, éduqué sans mauvaise volonté, mais sans contrôle, dans le faux jugement des grands faits de l'histoire quand l'ignorance complète est impraticable. »

Les Automatistes considèrent que le surréalisme ne peut coexister avec le dogme religieux et désirent que l'individu puisse se soustraire aux contraintes morales afin de laisser libre cours à leur liberté et leur sensibilité. Ils prônent l'émergence d'une nouvelle civilisation axée sur l'intuition et la spontanéité, s'opposant à la rationalité et à l'intentionnalité de la société moderne d'après-guerre. En ce sens, Refus global est plus radical et libertaire que Prisme d'yeux, un autre manifeste rédigé par Jacques de Tonnancour et publié par Alfred Pellan quelques mois auparavant.
L’idéologie automatiste n’est cependant pas la même chez tous les signataires. Certains, tels que Pierre Gauvreau et Riopelle, veulent rattraper l'Europe sur le plan artistique, alors que Borduas et Claude Gauvreau, eux, désirent pousser le projet encore plus loin afin de permettre au Québec de se défaire de l’image de « petit peuple ». Ils recherchent une revendication radicale non seulement artistique, mais aussi sociale.
Claude Gauvreau est particulièrement influencé par les précurseurs surréalistes et présurréalistes. Il écrit d’ailleurs son premier recueil de poésie, Étal mixte, à la suite de sa découverte des Vingt-Cinq poèmes de Tzara. Au Québec, contrairement à l'Europe, l’automatisme est mieux compris par les gens du peuple et snobé par l’élite. Il s’agit donc d’un mouvement de démocratisation de l’art. Toutefois, malgré un rapprochement avec les milieux populaires, le langage plastique des automatistes les isole et les met en marge socialement.

## Réception critique
À sa parution en 1948, le manifeste scandalise les autorités et la presse, qui condamnent une grande partie du manifeste. Borduas perd son emploi d'enseignant à l'École du meuble, qu'il occupait depuis 1937, et s’exile aux États-Unis. Cela mis à part, le manifeste cause peu de remous, ce que Jonathan Mayer explique par la quasi-inexistence de la télévision comme medium de masse.

Marcel Barbeau lui-même, dans le documentaire Les Enfants de Refus global, explique qu’il ne s’agissait pas d’un mouvement social très dessiné et que c’était plutôt un manifeste contre une structure sociale très fermée. C’est plus tard que l’on associera Refus global au parti socio-démocrate et néo-nationaliste. Le texte éponyme « Refus global » est en effet redécouvert au moment de la mort de Paul-Émile Borduas en 1960, période où le Québec s'emploie à faire valoir son identité et son autonomie politique. Borduas sera ainsi perçu comme père d'une « culture de la liberté » au Québec et au Canada francophone, d'une émancipation populaire. La revue socialiste publie alors une réédition du texte accompagné d’un article de Marcel Barbeau intitulé « Une victime du conservatisme – l’exilé Borduas ». La même année, l'essayiste Pierre Vadeboncoeur écrit :
« Borduas fut le premier à rompre radicalement. […] En fait, il a brisé notre paralysie organisée. Il l’a anéantie d’un seul coup par son refus global. […] Le Canada- français moderne commence avec lui. »
Dans les années 1960-1970, des auteurs tels Gaston Miron, Hubert Aquin et Michèle Lalonde se réclament de « Refus global » pour sa part « de violence, de révolte, de refus, mais aussi de revendication » sociale et artistique.
Depuis, Refus global est devenu une référence régulièrement citée pour signaler que la « Grande Noirceur » duplessiste n'a pas étouffé toute vie intellectuelle au Québec, étant ainsi présenté comme un signe précurseur de la Révolution tranquille et du Modèle québécois.
L'interprétation du sens du Refus global dans l'histoire intellectuelle du Québec continue de susciter des réflexions et le manifeste est l'objet de commémorations décennales, , . En 1998, le prix Condorcet est remis « À tous les signataires du Refus global ». La même année, Manon Barbeau lance le film Les Enfants de Refus global.

## Œuvres dérivées

### Œuvres littéraires
- Jean Éthier-Blais, Les pays étrangers, Montréal, Leméac, 1982. [roman]
- Gilbert Dupuis, L’étoile noire, Montréal, VLB éditeur, 1996; Les cendres de Correlieu, Montréal, VLB éditeur, 1998; La chambre morte, Montréal, VLB éditeur, 2001. [romans policiers]
- Anaïs Barbeau-Lavalette, La femme qui fuit, Montréal, Marchand de feuilles, 2015. [récit]
- Étienne Beaulieu, La Pomme et l’étoile, Montréal, Varia, 2019. [essai]

### Œuvre visuelle

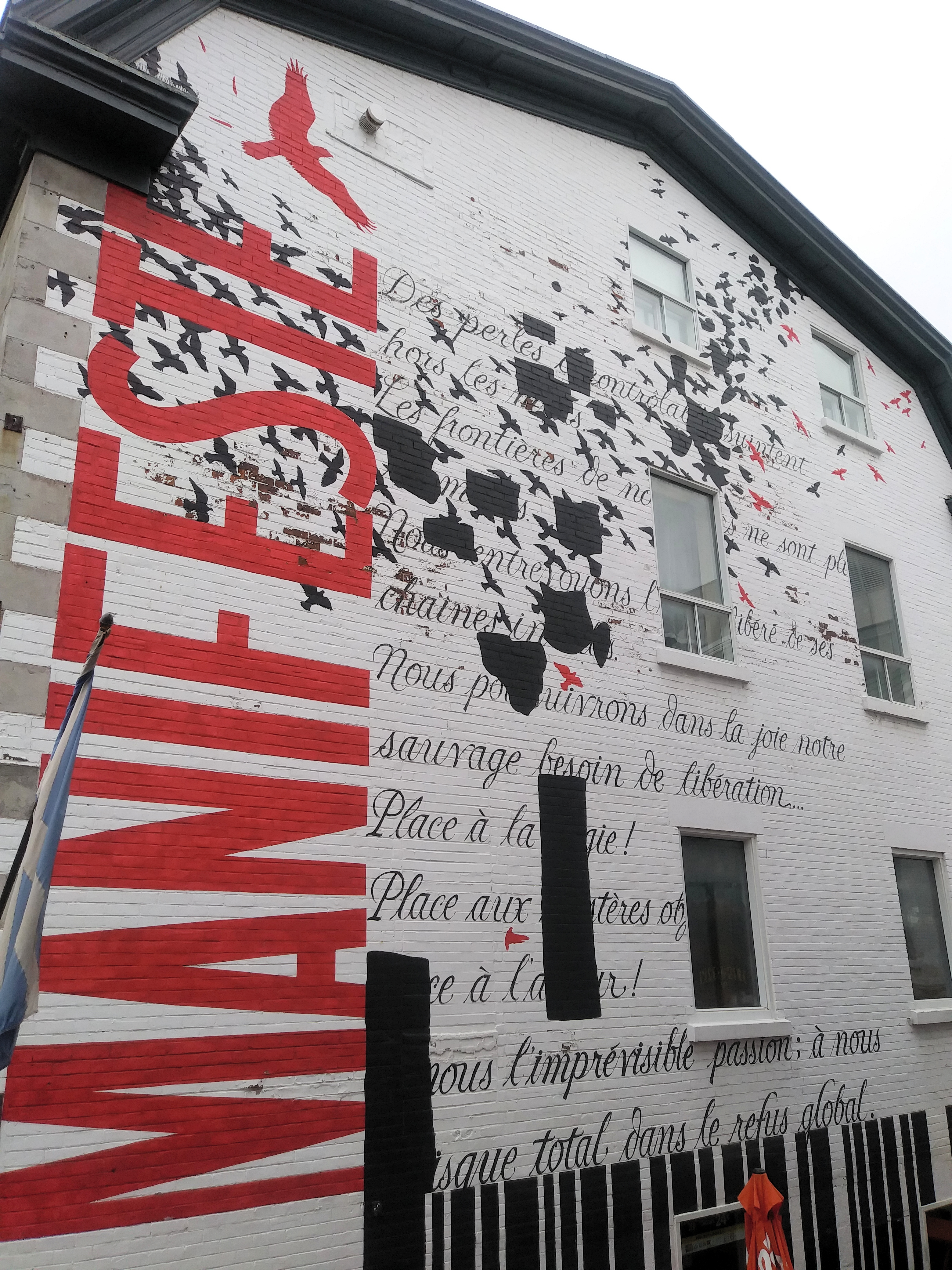
Côté nord du diptyque mural "Manifeste à Paul-Émile Borduas", réalisé par Thomas Csano (en collaboration avec le calligraphe Luc Saucier)

En février 2010, pour le 50e anniversaire du décès de Paul-Émile Borduas, l'organisme MU lance la production d'une murale dans la ruelle de la Place Paul-Émile-Borduas afin de rendre hommage à l'apport de l'auteur à la vie culturelle québécoise. C'est aussi le 5e anniversaire de l'ouverture de la Grande Bibliothèque. L’œuvre est un diptyque mural composé d'extraits du Manifeste du refus global sur le côté nord. La face sud de la ruelle « met en valeur Paul-Émile Borduas, l’homme, ainsi que des moments charnières de sa vie, des mots-clés liés à son œuvre, etc.», tout en reprenant certaines représentations de la face nord, notamment les codes barres.

Sur la face nord, on peut lire les phrases suivantes, reprises du manifeste :
Des perles incontrôlables suintent hors des murs.
Les frontières de nos rêves ne sont plus les mêmes.
Nous entrevoyons l'homme libéré de ses chaines inutiles
Nous poursuivrons dans la joie notre sauvage besoin de libération.
Place à la magie! Place aux mystères objectifs!
Place à l'amour!
Nous l'imprévisible passion
À nous le risque total dans le refus global.

### Théâtre
Le manifeste est évoqué dans la pièce de Robert Lepage Le Projet Riopelle. On peut notamment y entendre la lecture d'un extrait.

## Expositions
- 17 février au 17 mars 2011 : Pérennité: Marcel Barbeau, Pierre Gauvreau et Fernand Leduc à la Galerie Michel-Ange